# Лихтенберг (Горња Франконија)
Лихтенберг (њем. Lichtenberg) град је у њемачкој савезној држави Баварска. Једно је од 27 општинских средишта округа Хоф. Према процјени из 2010. у граду је живјело 1.107 становника. Посједује регионалну шифру (AGS) 9475146.

## Географски и демографски подаци
Лихтенберг се налази у савезној држави Баварска у округу Хоф. Град се налази на надморској висини од 564 метра. Површина општине износи 9,5 km². У самом граду је, према процјени из 2010. године, живјело 1.107 становника. Просјечна густина становништва износи 117 становника/km².

## Међународна сарадња
| Мјесто     | Држава   | Врста сарадње | Од    |
| ---------- | -------- | ------------- | ----- |
| Лихтенберг | Аустрија | партнерство   | 1994. |
| Извор      |          |               |       |